# Thomisus cancroides
Thomisus cancroides är en spindelart som beskrevs av Joseph Fortuné Théodore Eydoux och Louis François Auguste Souleyet 1841. Thomisus cancroides ingår i släktet Thomisus och familjen krabbspindlar. Inga underarter finns listade i Catalogue of Life.